# Lord Percy
Lord Percy (Percy Stuart) war die Hauptfigur mehrerer Heftromanserien.

## Lord Percy vom Excentric Club
Im Mignon-Verlag in Dresden kam Ende 1913 unter dem Titel Lord Percy vom Excentric Club. Der Held und kühne Abenteurer in 197 geheimnisvollen Aufgaben eine neue Groschenroman-Reihe heraus. Der Verleger hatte die Abenteuerserie vorschnell auf 197 Episoden beschränkt, ohne den Erfolg zu ahnen, den diese Serie auslösen sollte.
Im Mittelpunkt steht ein englischer Lord, der als Mitglied in den angesehenen Excentric-Club in London aufgenommen werden möchte. Um dies zu erreichen, muss er 197 Aufgaben lösen (eine für jedes Mitglied), die der Club ihm stellt.
Als Großbritannien 1914 Gegner Deutschlands im Ersten Weltkrieg wurde, war ein englischer Aristokrat nicht mehr angesagt. So wurde aus Percy Stuart ein US-amerikanischer Millionär, da sich die USA zu Beginn des Krieges neutral verhielten. Als die USA mehr und mehr Großbritannien unterstützte, verbot die deutsche Militärbehörde 1916 das Erscheinen der Heftreihe. Percy Stuart hatte zu diesem Zeitpunkt erst 131 Aufgaben gelöst.

## Der neue Excentric-Club
1920, nach Ende des Krieges, setzte Mignon seine Serie unter dem Titel „Der neue Excentric-Club“ fort, ergänzt mit dem Untertitel „Spannende Sport-Erzählungen“, da das Modewort „Sport“ in aller Munde war. Insgesamt 131 Titel wurden nochmals herausgegeben. Erneut stellte sich ein überwältigender Erfolg ein, so dass von nun an zweimal wöchentlich ein neues Abenteuer erschien. Offenbar war der Verlag vom Erfolg überrascht. Für die Bände 132 bis 166 wurden einfach Romane aus der etwa zeitgleich mit Lord Percy vom Excentric Club erschienenen Serie Detektiv John Spurlock umgeschrieben und in veränderter Reihenfolge sowie neuem Titel herausgebracht. Erst ab Band 167 erschienen tatsächlich neue Romane.
Als die magische Grenze Nr. 197 erreicht war, bediente man sich eines Tricks: Percy scheitert an der letzten Aufgabe und ist bereit, weitere 197 Aufgaben zu lösen. Die letzte Aufgabe wäre dann Nr. 394 gewesen. Als diese erreicht war, erfand man erneut einen Dreh: Percy Stuart wird in den Club aufgenommen. Vor Freude möchte er auch Präsident des Clubs werden. Deshalb ist er bereit, weitere 197 Heldentaten zu lösen. Allerdings hatte sich die Serie 1927 mit der Folge Nr. 534 totgelaufen. In der letzten Folge „Im Schacht der Silbermine“ rettet Percy Stuart die Tochter des Clubpräsidenten und wird danach sein Schwiegersohn und Nachfolger.

## Der neue Excentric-Club (Tag)
1950 versuchte der Augsburger Tag-Verlag die Serie als Nachauflage erneut an die Kioske zu bringen. Nach nur einem Band wurde die Serie bereits wieder eingestellt.

## Adaption
Von 12. März 1969 bis 19. Januar 1972 wurde die TV-Serie Percy Stuart erstmals ausgestrahlt. Die Serie lehnt sich an die Vorlage eher locker an.